# 馬薩里克敦 (佛羅里達州)
馬薩里克敦（英語：Masaryktown）是位於美國佛羅里達州赫爾南多縣的一個人口普查指定地區。

## 地理
馬薩里克敦的座標為28°26′30″N 82°27′38″W / 28.44167°N 82.46056°W，而該地最高點為海拔高度19米（即62英尺）。

## 人口
根據2010年美國人口普查的數據，馬薩里克敦的面積為2.72平方千米，當中陸地面積為2.71平方千米，而水域面積為0.01平方千米。當地共有人口1040人，而人口密度為每平方千米382人。